# Renata Jurčić
Renata Jurčić je hrvatska rukometašica iz Splita. Igrala je za jugoslavensku reprezentaciju.